# Erismanthus sinensis
Erismanthus sinensis är en törelväxtart som beskrevs av Daniel Oliver. Erismanthus sinensis ingår i släktet Erismanthus och familjen törelväxter. Inga underarter finns listade i Catalogue of Life.